# National Symphony Orchestra
National Symphony Orchestra (NSO) är en amerikansk symfoniorkester med säte i Washington D.C.. Orkestern grundades 1931 och har sin hemmaarena på John F. Kennedy Center for the Performing Arts.

## Chefsdirigenter
- Hans Kindler (1931–1949)
- Howard Mitchell (1949–1969)
- Antal Doráti (1970–1977)
- Mstislav Rostropovich (1977–1994)
- Leonard Slatkin (1996–2008)
- Iván Fischer (2008–2010)
- Christoph Eschenbach (2010–2017)
- Gianandrea Noseda (2017–)